# Признак Жамэ
Признак Жамэ — признак сходимости числовых рядов с положительными членами, установленный Виктором Жамэ.

## Формулировка
Ряд {\displaystyle \sum _{n=1}^{\infty }a_{n}} сходится, если при {\displaystyle n>N} выполняется неравенство:
{\displaystyle J_{n}={\frac {n}{\ln n}}\cdot \left(1-{\sqrt[{n}]{a_{n}}}\right)\geqslant 1+\delta ,}
где {\displaystyle \delta >0}.
Если же {\displaystyle J_{n}\leqslant 1}, при {\displaystyle n>N}, то ряд расходится.

1. Пусть для ряда {\displaystyle \sum _{n=1}^{\infty }a_{n}} выполняется условие:
{\displaystyle {\frac {n}{\ln n}}\cdot \left(1-{\sqrt[{n}]{a_{n}}}\right)\geqslant \delta >1}.
Преобразуем это неравенство к виду:
{\displaystyle 0\leqslant a_{n}\leqslant \left(1-{\frac {\delta \ln n}{n}}\right)^{n}}.
Поскольку всегда можно найти достаточно большое {\displaystyle n>N} такое, что:
{\displaystyle 1-{\frac {\delta \ln n}{n}}>0},
то можно перейти к выражению:
{\displaystyle 0\leqslant a_{n}\leqslant \exp \left(n\ln \left(1-{\frac {\delta \ln n}{n}}\right)\right)}.
Применив разложение функции {\displaystyle \ln(1-x)} в ряд Маклорена с остаточным членом в форме Пеано, получим:
{\displaystyle 0\leqslant a_{n}\leqslant \exp \left(-\delta \ln n-\delta ^{2}{\frac {\ln ^{2}n}{2n}}+o\left({\frac {\ln ^{2}n}{n}}\right)\right)}
Вынесем первое слагаемое из-под экспоненты:
{\displaystyle 0\leqslant a_{n}\leqslant {\frac {1}{n^{\delta }}}\exp \left(-\delta ^{2}{\frac {\ln ^{2}n}{2n}}+o\left({\frac {\ln ^{2}n}{n}}\right)\right)}
Теперь здесь применим разложение  в ряд Маклорена для функции {\displaystyle e^{x}}:
{\displaystyle 0\leqslant a_{n}\leqslant {\frac {1}{n^{\delta }}}-\delta ^{2}{\frac {\ln ^{2}n}{2n^{\delta +1}}}+o\left({\frac {\ln ^{2}n}{n^{\delta +1}}}\right)}
Пренебрегая бесконечно малыми и, учитывая, что {\displaystyle \delta ^{2}{\frac {\ln ^{2}n}{2n^{\delta +1}}}\geqslant 0}, получаем:
{\displaystyle 0\leqslant a_{n}\leqslant {\frac {1}{n^{\delta }}}-\delta ^{2}{\frac {\ln ^{2}n}{2n^{\delta +1}}}\leqslant {\frac {1}{n^{\delta }}}}
Последнее, согласно признаку сравнения, означает, что рассматриваемый ряд {\displaystyle \sum _{n=1}^{\infty }a_{n}} сходится и расходится одновременно с рядом {\displaystyle \sum _{n=1}^{\infty }{\frac {1}{n^{\delta }}}} (ряд Дирихле), который сходится при {\displaystyle \delta >1} и расходится при {\displaystyle \delta \leqslant 1}.
2. Пусть для ряда {\displaystyle \sum _{n=1}^{\infty }a_{n}} выполняется условие:
{\displaystyle {\frac {n}{\ln n}}\cdot \left(1-{\sqrt[{n}]{a_{n}}}\right)\leqslant 1}
Преобразуем это неравенство к виду:
{\displaystyle a_{n}\geqslant \left(1-{\frac {\ln n}{n}}\right)^{n}=\exp \left(n\ln \left(1-{\frac {\ln n}{n}}\right)\right)}.
Дважды применив разложение в ряд Маклорена с остаточным членом в форме Пеано, получим:
{\displaystyle a_{n}\geqslant {\frac {1}{n}}-{\frac {\ln ^{2}n}{2n^{2}}}+o\left({\frac {\ln ^{2}n}{n^{2}}}\right)=o\left({\frac {1}{n}}\right)}
То есть согласно признаку сравнения, рассматриваемый ряд {\displaystyle \sum _{n=1}^{\infty }a_{n}} расходится, поскольку расходится ряд {\displaystyle \sum _{n=1}^{\infty }{\frac {1}{n}}} (гармонический ряд).
■

## Формулировка в предельной форме
Если существует предел:
{\displaystyle J=\lim _{n\to \infty }J_{n}}
то при {\displaystyle J>1} ряд сходится, а при {\displaystyle J<1} — расходится.

## Обобщение[3]
Пусть на {\displaystyle \mathbb {N} } заданы три положительно определённые функции: {\displaystyle \varphi (n),g(n),f(n)}, причём {\displaystyle \varphi (n)} и {\displaystyle f(n)} являются неограниченно возрастающими, и для них выполняются условия:
- {\displaystyle \lim _{n\to \infty }{\frac {\varphi (n)g(n)}{f(n)\ln n}}=q}
- {\displaystyle \lim _{n\to \infty }{\frac {g(n)}{f(n)}}=0}.

Тогда, если для ряда {\displaystyle \sum _{n=1}^{\infty }a_{n}}, при {\displaystyle n>N} выполняется неравенство:
{\displaystyle \left(1-a_{n}^{\frac {1}{\varphi (n)}}\right){\frac {f(n)}{g(n)}}\geqslant p>{\frac {1}{q}}}, то ряд сходится.
Если же для ряда {\displaystyle \sum _{n=1}^{\infty }a_{n}}, при {\displaystyle n>N} выполняется неравенство:
{\displaystyle \left(1-a_{n}^{\frac {1}{\varphi (n)}}\right){\frac {f(n)}{g(n)}}\leqslant p<{\frac {1}{q}}}, то ряд расходится.